# The Feud and the Turkey
Pour plus de détails, voir Fiche technique et Distribution.
The Feud and the Turkey est un film muet américain réalisé par D. W. Griffith, sorti en 1908.

## Synopsis
Trêve de Noël pour deux familles qui se détestent.

## Fiche technique
- Titre : The Feud and the Turkey
- Réalisation et scénario : D. W. Griffith
- Société de production et de distribution : American Mutoscope and Biograph Company[1]
- Photographie : Arthur Marvin et G. W. Bitzer
- Pays de production :  États-Unis
- Format[2] : Noir et blanc - Muet - 1,33:1 ou 1,37:1[3] - 35 mm[3],[4]
- Longueur de pellicule : 904 pieds (276 mètres[4])
- Durée : 15 minutes (à 16 images par seconde)[2]
- Date de sortie : 8 décembre 1908

## Distribution
Les noms des personnages proviennent de l'Internet Movie Database.
- Herbert Miles
- Edward Dillon
- George Gebhardt : Bobby Wilkinson adulte
- Florence Lawrence : la sœur de Nellie Caufield
- Linda Arvidson : Mme Caufield
- Violet Mersereau
- Mack Sennett : un membre du clan de la famille Wilkinson
- Clara T. Bracy
- Harry Solter : M. Caufield[3],[5]
- Arthur V. Johnson : Colonel Wilkinson[3],[5]
- Robert Harron : George Wilkinson[3],[5]
- Marion Leonard : Nellie Caufield adulte[3],[5]
- Gertrude Robinson : Nellie Caufield enfant[3],[5]
- Charles Inslee : oncle Daniel[3],[5]

## Autour du film
Les scènes du film ont été tournées les 4, 6 et 17 novembre 1908 dans le studio de la Biograph à New York et à Shadyside, dans le New Jersey.